# Жан Кристоф Баебек
Жан Кристоф Баебек (фр. Jean-Christophe Bahebeck; Сен Дени, 1. мај 1993) је француски фудбалер. Игра на позицији нападача.

## Каријера
Баебек је 2007. године прешао у млађе категорије Париз Сен Жермена, а за први тим овог клуба је дебитовао 2. марта 2011, на утакмици четвртфинала Купа Француске са Ле Маном. На свом дебитантском наступу је постигао и гол. Под уговором са ПСЖ-ом је био до августа 2018, мада је већину тог времена провео на позајмицама. За први тим ПСЖ-а је наступио на 56 такмичарских утакмица, уз шест постигнутих голова. Био је на позајмицама у француским клубовима Трои, Валансјену и Сент Етјену, затим италијанској Пескари и холандском Утрехту, који га је касније и откупио. У октобру 2020. је потписао трогодишњи уговор са београдским Партизаном. Током сезоне 2020/21. наступио је на укупно осам утакмица за Партизан, седам пута у Суперлиги Србије и једном у Купу. Постигао је и један гол, 15. марта 2021. у првенственој победи 5:1 над Златибором. Под уговором са Партизаном је био и током првог дела сезоне 2021/22. али није играо. У децембру 2021. је раскинуо уговор са београдским клубом.
Са репрезентацијом Француске до 20 године је освојио Светско првенство 2013. године у Турској.

## Успеси
Париз Сен Жермен
- Првенство Француске: 2014/15.
- Куп Француске: 2014/15.
- Суперкуп Француске: 2014, 2015.
- Лига куп Француске: 2014/15.